# アジア臨床腫瘍連盟
アジア臨床腫瘍連盟（アジアりんしょうしゅようれんめい、Federation of Asian Clinical Oncology、短縮形：FACO、読み方：ファコ）は、日本癌治療学会（Japan Society of Clinical Oncology、JSCO）、中国臨床腫瘍学会（Chinese Society of Clinical Oncology、CSCO）、韓国臨床腫瘍学会（Korean Society of Medical Oncology、KSMO）によって、アジアにおけるがん治療研究の推進のために2012年に設立された団体。2011年9月19日～20日、ニューヨークの国連本部でのUN Summitの場で、がんなどの「非感染性疾患（NCDs）」に対し、世界が協力しあって取り組むべきである旨の宣言が採択されたことが、その背景にある。　近年、マラリアなどの「感染性疾患」ではなく、がんなどの「非感染性疾患」が世界最大の死因となっており、また、アジアにおけるがんの罹患者数、死亡者数は年々増加し、ともに世界全体の約50％を占めており、アジアにおいて、より良いがん治療を開発していくことは必要不可欠である。

## 概要
- 5大がんを中心に、日中韓の3か国で臨床試験を実施。
- 年1回の学術集会開催。
- 会員: 設立団体の日本癌治療学会（JSCO）、中国のChinese Society of Clinical Oncology（CSCO）、韓国のKorean Society of Medical Oncology（KSMO）の会員。

## 沿革
- 2012年2月 - 任意団体「Federation of Asian Clinical Oncology（FACO）」設立。設立時 Chairperson 西山正彦（JSCO）、Co-Chairpersons 秦叔逵（Shukui Qin、CSCO）および Keunchil Park（KSMO）
- 2013年9月 - 第1回学術集会を中国・厦門にて開催。以降、日中韓の持ち回りで年1回の学術集会開催
- 2015年3月 - 日本事務所（運営本部）「一般社団法人FACO」の法人認可
- 2016年
  - 1月 - Chairpersonに吴一龙（Yi-Long Wu、CSCO）就任
  - 4月 - 最初の臨床試験 CONVO-GC1（胃がん後ろ向き）症例登録開始
- 2017年9月 - Chairpersonに李进（Jin Li、CSCO）就任
- 2018年2月 - 第2の臨床試験 OLIGO-BC1（乳がん後ろ向き）症例登録開始
  - 6月 - CONVO-GC11がASCO2018（American Society of Clinical Oncology）で発表
  - 12月 - OLIGO-BC1がSABCS2018（San Antonio　Breast Cancer Symposium）で発表
- 2019年2月 - 第3の臨床試験 PC-CURE-1（膵がん後ろ向き）症例登録開始

## 学術集会
- 第1回: The 1st International Conference of Federation of Asian Clinical Oncology (FACO)
  - 2013年9月26日、中国・厦門にて開催（The 16th Annual Meeting of Chinese Society of Clinical Oncologyとの併催）
  - 大会長: 秦叔逵（Shukui Qin）、吴一龙（Yi-Long Wu）
- 第2回: The 2nd International Conference of Federation of Asian Clinical Oncology (FACO)
  - 2014年8月23日、韓国・ソウルにて開催（KACO/KCSG Annual Review 2014との併催）
  - 大会長: Hyun Cheol Chung
- 第3回: The 3rd International Conference of Federation of Asian Clinical Oncology (FACO)
  - 2015年10月29日 - 31日、京都にて開催（第53回日本癌治療学会学術集会との併催）
  - 大会長: 小西郁夫
- 第4回: The 4th International Conference of Federation of Asian Clinical Oncology (FACO)
  - 2016年9月22日、中国・厦門にて開催（The 19th Annual Meeting of Chinese Society of Clinical Oncologyとの併催）
  - 大会長: 吴一龙（Yi-Long Wu）
- 第5回: The 5thInternational Conference of Federation of Asian Clinical Oncology (FACO)
  - 2017年11月10日、韓国・ソウルにて開催（10th Annual Meeting of Korean Association for Clinical Oncologyとの併催）
  - 大会長: Young Hyuck Im
- 第6回: The 6th International Conference of Federation of Asian Clinical Oncology (FACO)
  - 2018年10月18日 - 20日、横浜にて開催（第56回日本癌治療学会学術集会との併催）
  - 大会長: 野々村祝夫
- 第7回: The 7th International Conference of Federation of Asian Clinical Oncology (FACO)
  - 2019年12月6日、中国上海にて開催
  - 大会長: 李进（Jin Li）
- 第8回: The 8th International Conference of Federation of Asian Clinical Oncology (FACO)
  - 2020年9月4日、韓国ソウルにて開催（Virtual開催）
  - 大会長(他): Young Suk Park、Tae Won Kim、Seock-Ah Im
- 第9回: The 9th International Conference of Federation of Asian Clinical Oncology (FACO)
  - 2021年10月23日、横浜にて開催（第59回日本癌治療学会学術集会との併催）
  - 大会長：林隆一
- 第10回: The 10th International Conference of Federation of Asian Clinical Oncology (FACO)
  - 2022年11月10日、Virtual（中国・北京）開催
  - 大会長：李进（Jin Li）
- 第11回: The 11th International Conference of Federation of Asian Clinical Oncology (FACO)
  - 2023年9月8日、韓国ソウルおよびVirtual開催（16th Annual Meeting of the Korean Society of Medical Oncologyとの併催）
  - 大会長（他）：Kyung Hee Lee、Joong Bae Ahn、Seock-Ah Im
- 第12回: The 12th International Conference of Federation of Asian Clinical Oncology (FACO)
  - 2024年10月24日～25日、神戸にて開催（第62回日本癌治療学会学術集会と併催）
  - 大会長：藤原俊義

## 臨床試験
- Stage IV 胃がんにおけるConversion therapy (Adjuvant surgery)の意義に関する国際多施設共同後ろ向き研究（CONVO-GC1）[2]
  - 主任研究者 吉田和弘
- 希少転移乳癌の局所及び全身療法に関する国際共同後向きコホート研究 （OLIGO-BC1）[3]
  - 主任研究者 井本滋
- 切除不能膵癌に対するFOLFIRINOX療法またはゲムシタビン＋ナブパクリタキセル併用療法により切除可能と判断された膵癌患者の登録解析研究（PC-CURE-1）
  - 主任研究者（内科） 古瀬純司
- Survey on Treatment Choices for Stage III Non-Small Cell Lung Cancer Among Thoracic Oncologists in Asia
  - 主任研究者 光冨徹哉（外科）、 堀之内秀仁（内科）